# Filippo Tortu
Filippo Tortu (Milano, 15 giugno 1998) è un velocista italiano, campione olimpico della staffetta 4×100 metri ai Giochi di Tokyo 2020.
Primo italiano capace di scendere sotto i 10 secondi sui 100 metri piani (terzo atleta di pelle chiara a riuscire nell'impresa, dopo Christophe Lemaitre e Ramil Guliyev), è stato il primatista italiano della specialità dal 2018 al 2021 con il tempo di 9"99, poi battuto da Marcell Jacobs. Detiene inoltre il record italiano della staffetta 4×100 m (insieme a Lorenzo Patta, Fausto Desalu e Marcell Jacobs) con il tempo di 37"50, che è valso la medaglia d'oro ai Giochi olimpici di Tokyo 2020.
A livello giovanile detiene le migliori prestazioni italiane under 18, under 20 e under 23 dei 100 metri piani, specialità in cui è stato campione europeo under 20 a Grosseto 2017 e vicecampione mondiale under 20 a Bydgoszcz 2016.

## Biografia

### Gli inizi
Nato a Milano da padre sardo originario di Tempio Pausania e madre lombarda. cresce a Costa Lambro, frazione di Carate Brianza, e inizia a praticare atletica leggera nel 2006 all'età di otto anni, nella Polisportiva Besanese, storica società brianzola di stanza a Besana in Brianza. Cresce con la passione per il calcio, praticandolo regolarmente all'oratorio Tortu infatti ha sempre dichiarato che la sua più grande passione è il calcio ed è un tifoso della Juventus.
Nel 2010 e 2011 vince, nelle categorie prima e seconda media, il titolo di ragazzo più veloce di Milano e si dedica definitivamente all'atletica allenato dal padre Salvino, ex velocista.
Nel 2013 vince gli 80 metri ai campionati italiani cadetti con il tempo di 9"09, mentre l'anno successivo si laurea campione italiano under 18 dei 200 metri con 21"42.
Ai Giochi olimpici giovanili di Nanchino 2014, durante le batterie dei 200 metri, cade sulla linea d'arrivo rompendosi entrambe le braccia e non potendo quindi disputare la finale.

### L'ascesa sportiva e i primi successi

#### 2015
Tra maggio e giugno del 2015 realizza, con la maglia dell'Atletica Riccardi, i primati italiani allievi dei 100 metri con 10"33 (battendo il 10"49 di Giovanni Grazioli che resisteva dal 1976) e dei 200 metri con 20"92 (migliorando il 20"99 di Andrew Howe del 2001).
Successivamente passa tra le file delle Fiamme Gialle, il gruppo sportivo della Guardia di Finanza.

#### 2016

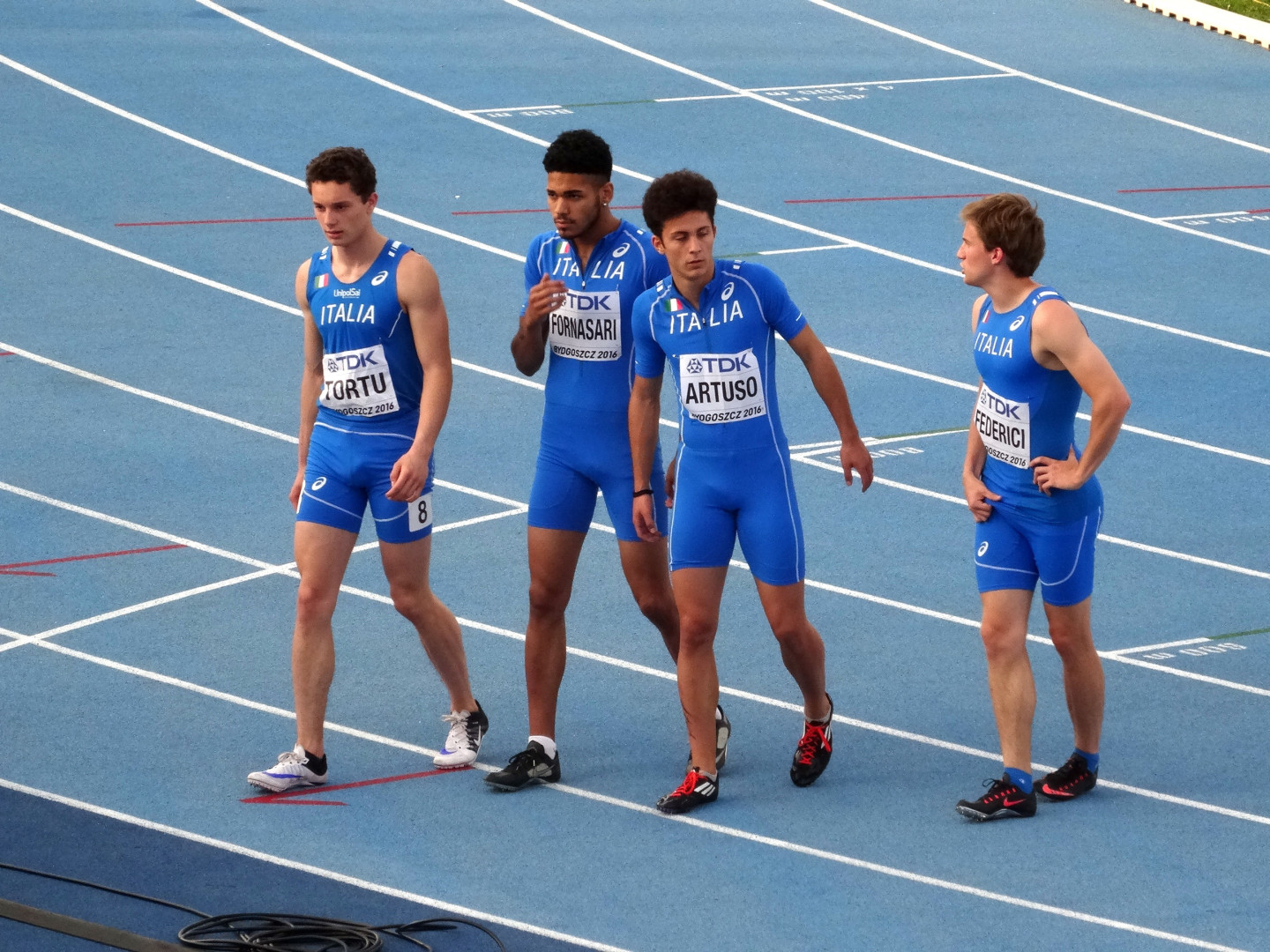
Tortu con i compagni della 4×100 ai Mondiali U20 di Bydgoszcz 2016

Il 25 maggio 2016, al suo primo anno da juniores, realizza al meeting di Savona il primato italiano di categoria dei 100 metri, ottenendo due volte il tempo di 10"24; questo record era imbattuto da 34 anni, in quanto detenuto da Pierfrancesco Pavoni che corse la distanza in 10"25 agli Europei di Atene 1982.
Un mese dopo si aggiudica a Rieti il suo primo titolo italiano assoluto, vincendo la finale dei 100 metri in 10"32 davanti a Federico Cattaneo (10"40) e Massimiliano Ferraro (10"44).
Prende quindi parte agli Europei di Amsterdam, in cui, dopo aver vinto la propria batteria dei 100 metri, si qualifica alle semifinali che corre in 10"19, nuovo record italiano juniores, non riuscendo ad accedere alla finale per 3 centesimi. Inoltre corre la frazione conclusiva della staffetta 4×100 m che, qualificatasi alla finale, termina la gara al quinto posto con 38"69.
A luglio partecipa ai Mondiali under 20 di Bydgoszcz, dove conquista la medaglia d'argento nei 100 metri giungendo secondo con il tempo di 10"24, alle spalle dello statunitense Noah Lyles (10"17). Nella stessa manifestazione partecipa alla staffetta 4×100 m che, qualificatasi per la finale, termina al settimo posto in 40"02.

#### 2017
Comincia la stagione migliorando per due volte il primato italiano juniores dei 60 metri indoor al meeting di Magglingen, in Svizzera. Tortu corre la batteria in 6"67, abbassando di un centesimo il precedente record detenuto da Pierfrancesco Pavoni e risalente al 1982; infine lo migliora ulteriormente in finale, fissandolo a 6"64.

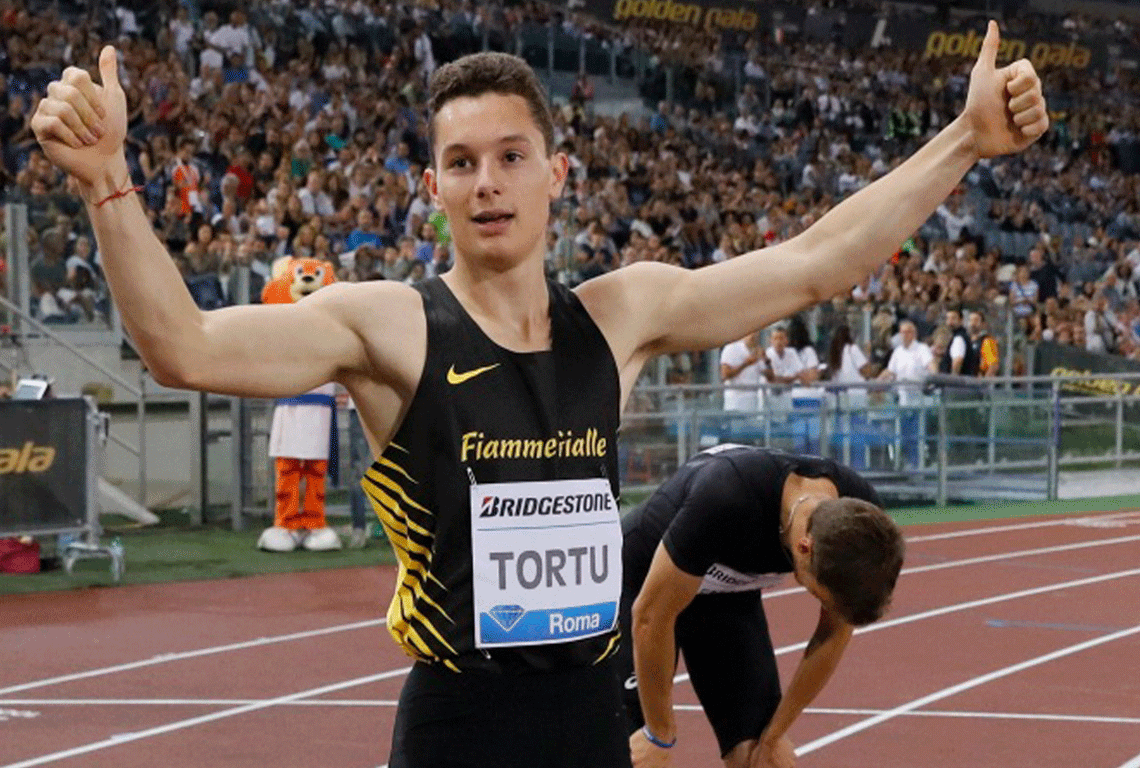
Tortu dopo aver corso i 200 m piani al Golden Gala 2017

Ad aprile prende parte alle World Relays con la squadra azzurra della 4×100 m (che non riesce tuttavia ad accedere alla finale), mentre il 25 maggio, al meeting di Savona, porta il primato italiano juniores dei 100 metri a 10"15, abbassando di quattro centesimi il precedente record da lui stesso detenuto.
L'8 giugno, in occasione del Golden Gala di Roma, fa il suo debutto stagionale anche sui 200 metri, correndo in 20"34 e migliorando di 58 centesimi il suo primato personale, a soli 6 centesimi dal record di categoria detenuto da Andrew Howe. Questo tempo gli vale inoltre la qualificazione diretta sulla distanza ai campionati mondiali in programma a Londra.
Dopo essersi ripreso velocemente da una distorsione di primo grado alla caviglia sinistra (che lo aveva tenuto per più di un mese lontano dalla pista, facendogli saltare i campionati italiani assoluti a Trieste), torna appena in tempo per gli Europei under 20 di Grosseto, dove non delude le attese e vince la medaglia d'oro nei 100 metri con il tempo di 10"73 (compromesso da 4,3 m/s di vento contro), mentre due giorni dopo conquista l'argento con la staffetta 4×100 m azzurra (Zlatan-Artuso-Marchei-Tortu) che conclude in 39"50, nuovo record italiano di categoria, a soli due centesimi dall'oro.
Chiude la stagione gareggiando nei 200 metri ai Mondiali di Londra, dove ottiene l'accesso alla semifinale giungendo terzo nella sua batteria in 20"59. Nella semifinale viene eliminato, correndo sotto una pioggia battente in 20"62, ma tiene testa a nomi eccellenti e giunge sesto a un millesimo dal quinto, con un tempo che lo colloca al 17º posto complessivo tra i 25 semifinalisti.

#### 2018
Apre la stagione migliorando, al meeting ISTAF indoor di Berlino, il proprio record personale dei 60 m piani, ottenendo due volte il tempo di 6"62, a soli due centesimi dal primato italiano under 23 detenuto da Francesco Scuderi.

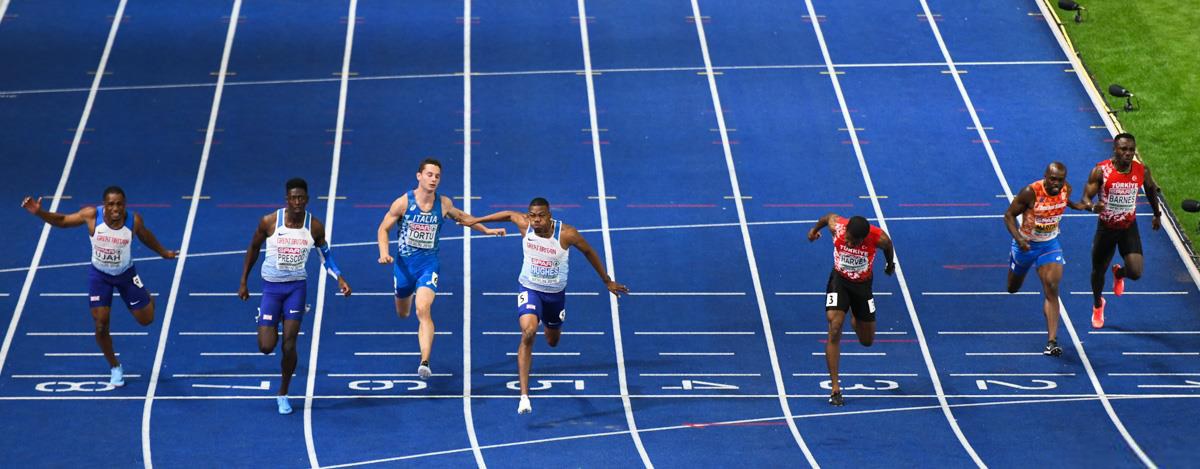
L'arrivo della finale dei 100 m piani agli Europei di

Il 23 maggio, al consueto meeting di Savona, porta il suo primato personale dei 100 metri a 10"03 (dopo aver corso le batterie in 10"09), secondo tempo italiano di sempre; con questo crono diviene inoltre il primatista italiano under 23 della specialità, migliorando di cinque centesimi il precedente record di Carlo Boccarini del 1998.
Si conferma pochi giorni più tardi al Golden Gala di Roma, dove giunge terzo sui 100 metri in 10"04 battendo atleti del calibro di Christian Coleman, Akani Simbine e Mike Rodgers.
Il 22 giugno 2018, in occasione del Meeting de Atletismo Madrid, diventa, a vent'anni appena compiuti, il primatista italiano dei 100 metri piani con il tempo di 9"99, battendo il 10"01 di Pietro Mennea che resisteva dal 1979 e divenendo il primo italiano della storia capace di scendere sotto i 10" sulla distanza, 134º al mondo a superare questa barriera.
Partecipa poi ai Giochi del Mediterraneo di Tarragona gareggiando unicamente nella staffetta 4×100 m insieme a Federico Cattaneo, Fausto Desalu e Davide Manenti, con cui vince la medaglia d'oro in 38"49, ottavo tempo italiano di sempre.
Il 7 agosto partecipa ai Campionati europei di Berlino, concludendo primo la sua semifinale dei 100 m piani con il tempo di 10"12 e qualificandosi per la finale. Due ore dopo giunge 5º in finale con il tempo di 10"08, in quella che è la finale dei campionati europei più veloce di sempre.
Il 12 agosto, nella stessa manifestazione, corre la batteria della staffetta 4×100 m con Cattaneo, Desalu e Manenti, ma la squadra viene squalificata a causa di un cambio irregolare.
Il 26 agosto 2018 gli viene conferita dal sindaco Andrea Biancareddu la cittadinanza onoraria della città di Tempio Pausania.

#### 2019

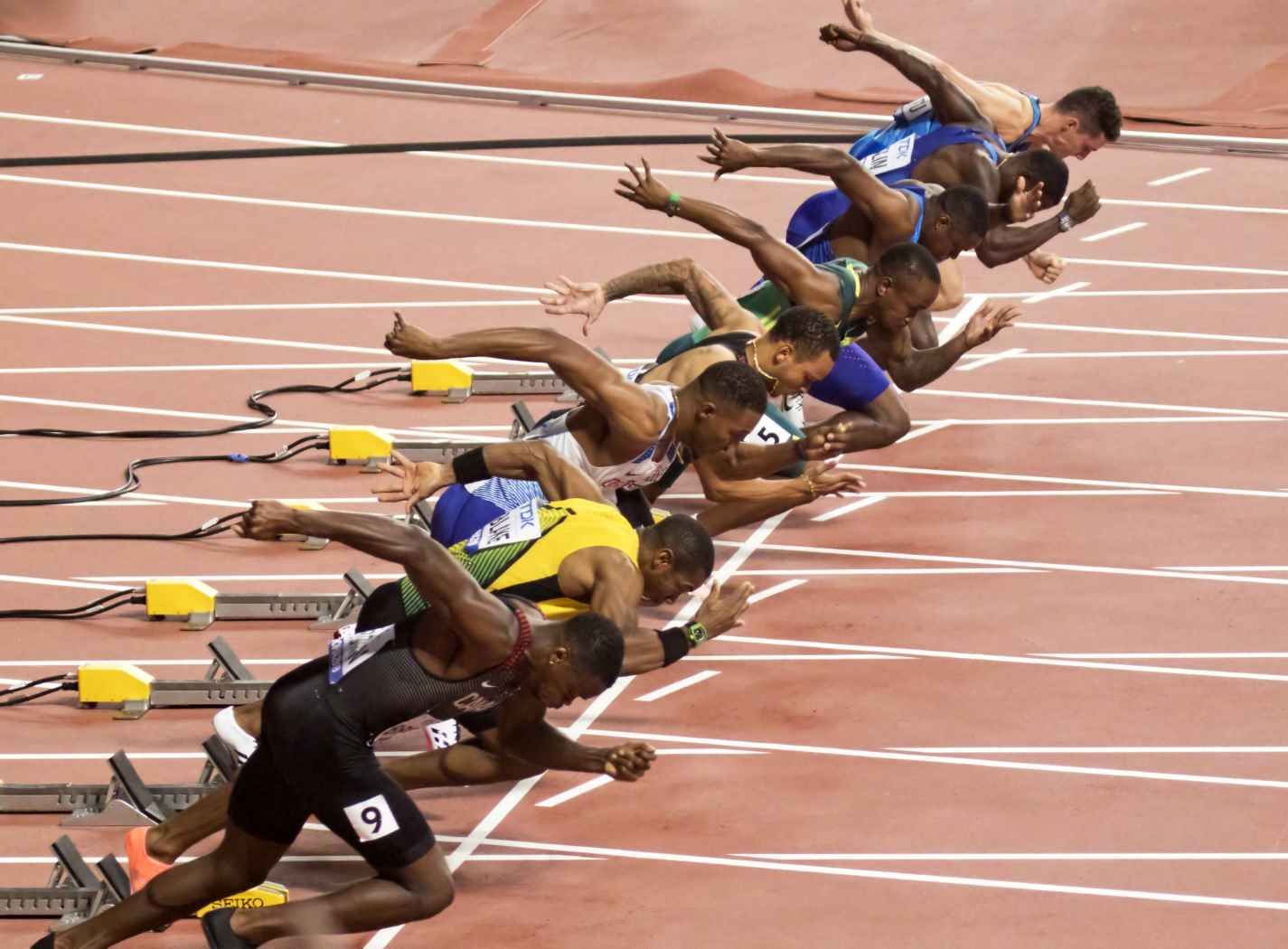
Tortu (in prima corsia) durante la finale dei 100 m piani ai Mondiali di

Il 27 marzo 2019 riceve l'onorificenza di cavaliere dell'Ordine al merito della Repubblica Italiana.
Il 24 maggio, alla "Fastweb Cup" di Rieti, vince i 100 metri con il tempo ventoso (+2,4 m/s) di 9"97.
A settembre prende parte ai Mondiali di Doha sulla distanza dei 100 metri piani, giungendo terzo in batteria con 10"20 e guadagnandosi la qualificazione diretta alle semifinali per un centesimo. Corre la semifinale in 10"11, chiudendo al terzo posto dietro Akani Simbine (10"01) e Zharnel Hughes (10"05) e qualificandosi alla finale per appena un millesimo di differenza rispetto al giamaicano Tyquendo Tracey, arrivato quarto nella stessa batteria. Infine corre la finale abbassando ulteriormente il suo crono a 10"07 (primato stagionale), che gli vale il settimo posto mondiale.

#### 2020
Il 23 febbraio ad Ancona conquista il titolo di campione italiano assoluto indoor sui 60 metri piani con il tempo di 6"60, precedendo Massimiliano Ferraro (6"66).
Il 4 luglio alla FastwebCup di Rieti, inaugura la stagione outdoor correndo i 100 metri piani in 10"28 in batteria e 10"31 in finale, concludendo dietro al velocista ghanese Sean Safo-Antwi che vince in 10"29. Il 16 luglio al Meeting di Savona migliora il proprio stagionale correndo 10"12 in finale (10"33 in batteria), vincendo davanti al connazionale Marcell Jacobs (10"14)
Il 5 agosto vince a Langenthal in 10"18, in una gara diretta che lo vede senza grandi avversari, mentre il 15 agosto a La Chaux-de-Fonds, supera la batteria con il tempo migliore, 10"16, e chiude vincendo la finale in 10"18.
Ai campionati italiani assoluti, svolti dal 28 al 30 agosto allo Stadio Daciano Colbachini di Padova, corre la batteria dei 100 m in 10"42, prima di ritirarsi dalla finale per problemi fisici al bicipite femorale della gamba destra. Il 15 settembre si reca per la terza volta in Svizzera, al Meeting di Bellinzona, giungendo secondo in 10"07 (miglior prestazione europea dell'anno) dietro al velocista sudafricano Akani Simbine (10"02).
Chiude la stagione partecipando al Golden Gala Pietro Mennea, tappa della Diamond League svoltasi come ogni anno allo Stadio Olimpico di Roma, dove corre i 100 m piani in 10"09 arrivando terzo dietro all'ivoriano Arthur Cissé (10"04) e ad Akani Simbine (9"96).

#### 2021

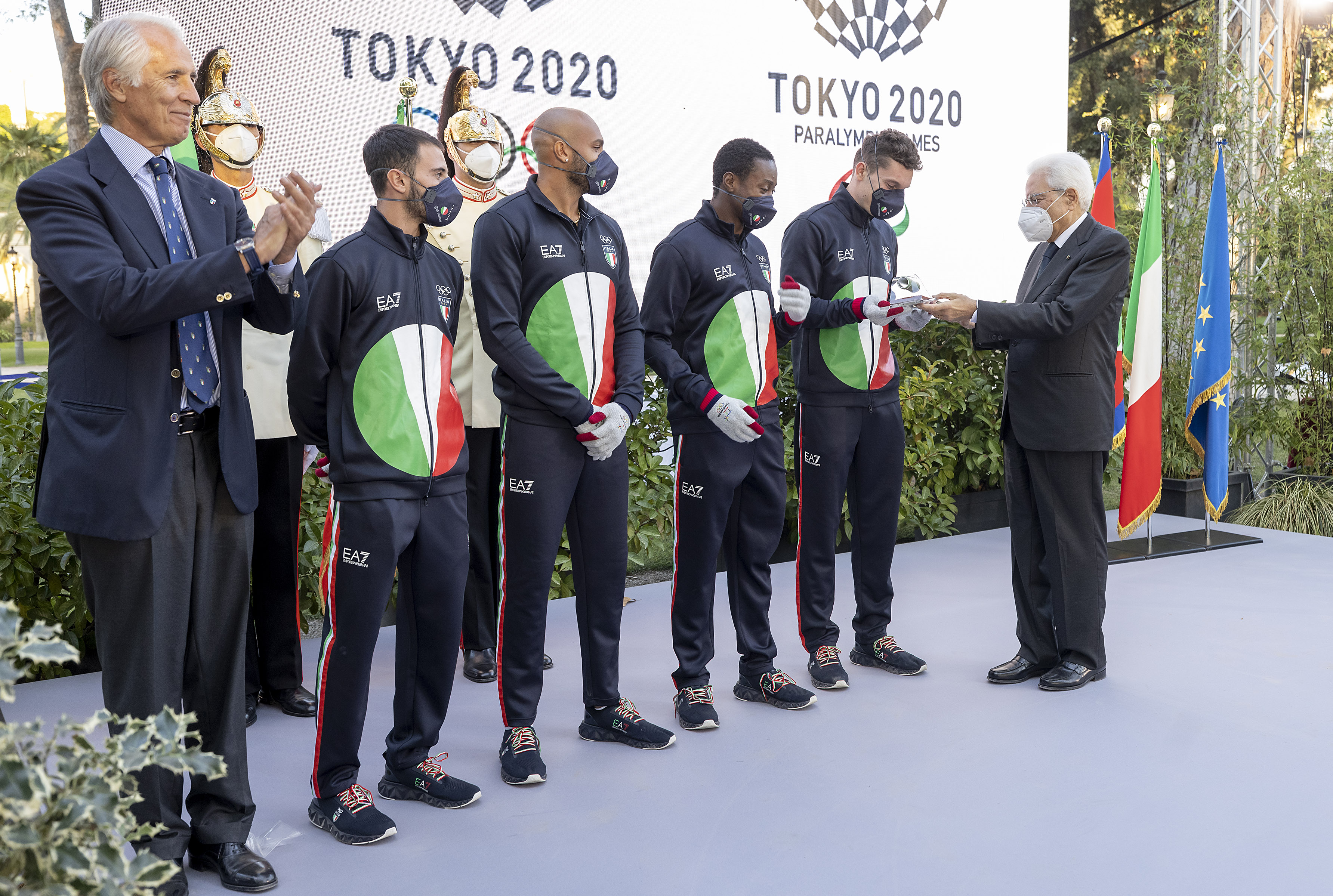
Lorenzo Patta, Marcell Jacobs, Fausto Desalu e Tortu, nel 2021, donano al presidente della Repubblica Sergio Mattarella il testimone della vittoria olimpica di

Ai Giochi olimpici di Tokyo arriva in semifinale nei 100 m piani e vince la medaglia d'oro nella staffetta 4×100 m correndo nell'ultima frazione dopo Lorenzo Patta, Marcell Jacobs e Fausto Desalu, battendo in rimonta il velocista britannico Nethaneel Mitchell-Blake di appena un centesimo e contribuendo al nuovo record nazionale di 37"50.
Il 5 settembre ritorna in pista a Chorzów (Polonia) correndo i 200 m piani in 20"40 dietro al campione olimpico Andre De Grasse (20"20) e Jerome Blake (20"32). Il 18 settembre a Nairobi arriva ancora una volta terzo e, beneficiando dell'altitudine e del vento al limite, migliora il personale sui 200 m con 20"11 (vento +2,0 m/s), diventando il secondo italiano più veloce di sempre sulla distanza.

#### 2022

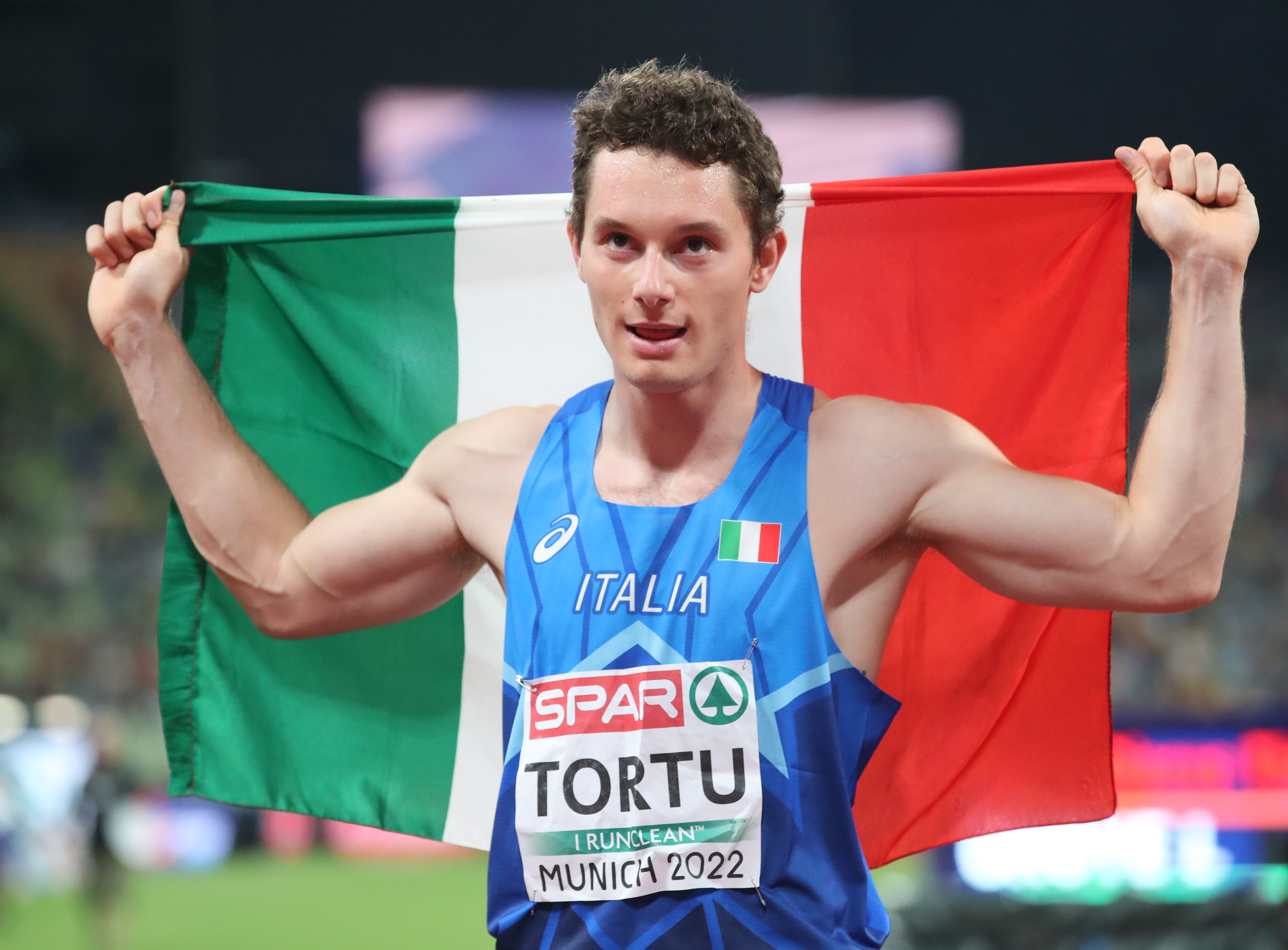
Tortu agli Europei di Monaco 2022

Ai campionati mondiali di Eugene corre i 200 metri piani in 20"10 (suo nuovo record personale) in semifinale, senza tuttavia ottenere la qualificazione all'atto conclusivo per soli tre millesimi; non riesce a raggiungere la finale nemmeno la staffetta 4x100 metri, dove la squadra italiana ottiene solamente il decimo tempo nelle batterie.
Nell'agosto dello stesso anno partecipa ai campionati europei di Monaco di Baviera, dove invece conquista la sua prima medaglia nella competizione classificandosi al terzo posto nella finale dei 200 metri piani in 20"27.

#### 2023
A giugno partecipa ai campionati europei a squadre di Chorzów, validi anche per i Giochi europei, dove arriva secondo nella staffetta 4x100 e terzo nei 200 metri piani, contribuendo così alla prima vittoria dell'Italia nella competizione. Il 30 luglio vince a Molfetta il titolo italiano sui 200 metri in 20"14, a soli quattro centesimi dal suo personale.
Ai campionati mondiali di Budapest non riesce a superare le batterie di qualificazione nei 200 metri piani, fermando il crono su un deludente 20"46; tuttavia pochi giorni dopo conquista, insieme a Roberto Rigali, Marcell Jacobs e Lorenzo Patta, la medaglia d'argento (la sua prima nella competizione iridata) nella staffetta 4x100 metri.

#### 2024
Agli Europei casalinghi di Roma si aggiudica la medaglia d'argento nei 200 metri piani, mentre sale sul gradino più alto del podio nella staffetta 4x100 metri piani insieme ai connazionali Marcell Jacobs, Lorenzo Patta e Matteo Melluzzo.

## Record nazionali
Seniores
- Staffetta 4×100 metri: 37"50 ( Tokyo, 6 agosto 2021)  (Lorenzo Patta, Marcell Jacobs, Fausto Desalu, Filippo Tortu)

Promesse (under 23)
- 60 metri piani indoor: 6"58 ( Ancona, 20 gennaio 2019)[24]
- 100 metri piani: 9"99 (+0,2 m/s) ( Madrid, 22 giugno 2018)

Juniores (under 20)
- 60 metri piani indoor: 6"64 ( Magglingen, 28 gennaio 2017)
- 100 metri piani: 10"15 (+0,9 m/s) ( Savona, 25 maggio 2017)

Allievi (under 18)
- 100 metri piani: 10"33 (+0,6 m/s) ( Gavardo, 17 maggio 2015)

## Progressione

### 60 metri piani indoor
| Stagione | Tempo | Luogo      | Data      | Rank. Mond. |
| -------- | ----- | ---------- | --------- | ----------- |
| 2022/23  | 6"75  | Stoccolma  | 29-1-2023 | 379º        |
| 2019/20  | 6"60  | Ancona     | 23-2-2020 | 25º         |
| 2018/19  | 6"58  | Ancona     | 20-1-2019 | 21º         |
| 2017/18  | 6"62  | Berlino    | 26-1-2018 | 61º         |
| 2016/17  | 6"64  | Magglingen | 28-1-2017 | 65º         |
| 2014/15  | 6"96  | Lione      | 28-2-2015 | 1430º       |
| 2013/14  | 6"95  | Ancona     | 15-2-2014 | 1358º       |

### 100 metri piani
| Stagione | Tempo | Luogo       | Data      | Rank. Mond. |
| -------- | ----- | ----------- | --------- | ----------- |
| 2025     | 10"19 | Roma        | 6-6-2025  |             |
| 2024     | 10"15 | Gainesville | 13-4-2024 |             |
| 2022     | 10"24 | Rieti       | 25-6-2022 | 219º        |
| 2022     | 10"24 | Nairobi     | 7-5-2022  | 219º        |
| 2021     | 10"10 | Tokyo       | 31-7-2021 | 61º         |
| 2020     | 10"07 | Bellinzona  | 15-9-2020 | 15º         |
| 2019     | 10"07 | Doha        | 28-9-2019 | 46º         |
| 2018     | 9"99  | Madrid      | 22-6-2018 | 19º         |
| 2017     | 10"15 | Savona      | 25-5-2017 | 81º         |
| 2016     | 10"19 | Amsterdam   | 7-7-2016  | 138º        |
| 2015     | 10"33 | Gavardo     | 17-5-2015 | 266º        |
| 2014     | 10"72 | Baku        | 30-5-2014 | 1877º       |

### 200 metri piani
| Stagione | Tempo | Luogo    | Data      | Rank. Mond. |
| -------- | ----- | -------- | --------- | ----------- |
| 2024     | 20"14 | Roma     | 9-6-2024  | 18º         |
| 2023     | 20"14 | Molfetta | 30-7-2023 | 30º         |
| 2022     | 20"10 | Eugene   | 19-7-2022 | 25º         |
| 2021     | 20"11 | Nairobi  | 18-9-2021 | 18º         |
| 2019     | 20"36 | Roma     | 6-6-2019  | 59º         |
| 2017     | 20"34 | Roma     | 8-6-2017  | 54º         |
| 2015     | 20"92 | Chiari   | 7-6-2015  | 343º        |
| 2014     | 21"38 | Nanchino | 22-8-2014 | 1022º       |

## Palmarès
| Anno | Manifestazione          | Sede      | Evento      | Risultato  | Prestazione | Note                                                         |
| ---- | ----------------------- | --------- | ----------- | ---------- | ----------- | ------------------------------------------------------------ |
| 2014 | Olimpiadi giovanili     | Nanchino  | 200 m piani | Finale     | dns         | [ 25 ]                                                       |
| 2016 | Europei                 | Amsterdam | 100 m piani | Semifinale | 10"19       | Miglior prestazione nazionale under 20                       |
| 2016 | Europei                 | Amsterdam | 4×100 m     | 5º         | 38"69       | [ 26 ]                                                       |
| 2016 | Mondiali U20            | Bydgoszcz | 100 m piani | Argento    | 10"24       |                                                              |
| 2016 | Mondiali U20            | Bydgoszcz | 4×100 m     | 7º         | 40"02       | Miglior prestazione personale stagionale                     |
| 2017 | World Relays            | Nassau    | 4×100 m     | Batteria   | dq          | R170.7                                                       |
| 2017 | Europei U20             | Grosseto  | 100 m piani | Oro        | 10"73       | [ 27 ]                                                       |
| 2017 | Europei U20             | Grosseto  | 4×100 m     | Argento    | 39"50       | Miglior prestazione nazionale under 20                       |
| 2017 | Mondiali                | Londra    | 200 m piani | Semifinale | 20"62       | w                                                            |
| 2018 | Giochi del Mediterraneo | Tarragona | 4×100 m     | Oro        | 38"49       | Record dei Giochi · Miglior prestazione personale stagionale |
| 2018 | Europei                 | Berlino   | 100 m piani | 5º         | 10"08       |                                                              |
| 2018 | Europei                 | Berlino   | 4×100 m     | Batteria   | dq          | R170.7                                                       |
| 2019 | World Relays            | Yokohama  | 4×100 m     | Finale     | dnf         | [ 29 ]                                                       |
| 2019 | Mondiali                | Doha      | 100 m piani | 7º         | 10"07       | Miglior prestazione personale stagionale                     |
| 2019 | Mondiali                | Doha      | 4×100 m     | Batteria   | 38"11       | Record nazionale                                             |
| 2021 | World Relays            | Chorzów   | 4×100 m     | Oro        | 39"21       | [ 30 ] [ 31 ]                                                |
| 2021 | Giochi olimpici         | Tokyo     | 100 m piani | Semifinale | 10"16       | [ 32 ]                                                       |
| 2021 | Giochi olimpici         | Tokyo     | 4×100 m     | Oro        | 37"50       | Miglior prestazione mondiale stagionale · Record nazionale   |
| 2022 | Mondiali                | Eugene    | 200 m piani | Semifinale | 20"10       | Miglior prestazione personale                                |
| 2022 | Mondiali                | Eugene    | 4×100 m     | Batteria   | 38"74       | Miglior prestazione personale stagionale                     |
| 2022 | Europei                 | Monaco    | 200 m piani | Bronzo     | 20"27       |                                                              |
| 2023 | Giochi europei          | Chorzów   | 4×100 m     | Argento    | 38"47       | [ 33 ]                                                       |
| 2023 | Giochi europei          | Chorzów   | A squadre   | Oro        | 426,5 p.    | [ 33 ]                                                       |
| 2023 | Mondiali                | Budapest  | 200 m piani | Batteria   | 20"46       |                                                              |
| 2023 | Mondiali                | Budapest  | 4×100 m     | Argento    | 37"62       |                                                              |
| 2024 | World Relays            | Nassau    | 4×100 m     | Finale     | dq          | [ 34 ]                                                       |
| 2024 | Europei                 | Roma      | 200 m piani | Argento    | 20"41       | [ 35 ]                                                       |
| 2024 | Europei                 | Roma      | 4×100 m     | Oro        | 37"82       | Miglior prestazione europea stagionale                       |
| 2024 | Giochi olimpici         | Parigi    | 200 m piani | Semifinale | 20"54       | [ 36 ]                                                       |
| 2024 | Giochi olimpici         | Parigi    | 4×100 m     | 4º         | 37"68       | Miglior prestazione personale stagionale                     |
| 2025 | World Relays            | Guangzhou | 4×100 m     | 5º         | 38"20       | [ 37 ]                                                       |

## Campionati nazionali
- 1 volta campione nazionale assoluto dei 200 m piani (2023)
- 1 volta campione nazionale assoluto dei 100 m piani (2016)
- 1 volta campione nazionale assoluto indoor dei 60 m piani (2020)
- 1 volta campione nazionale allievi dei 200 m piani (2014)
- 1 volta campione nazionale cadetti degli 80 m piani (2013)

2013
- Oro ai campionati italiani cadetti (Jesolo), 80 m piani - 9"09

2014
- Argento ai campionati italiani assoluti indoor (Ancona), staffetta 4×1 giro - 1'27"14
- Oro ai campionati italiani allievi (Rieti), 200 m piani - 21"42 (+1,4 m/s)

2015
- Argento ai campionati italiani assoluti indoor (Padova), staffetta 4×1 giro - 1'26"65

2016
- Oro ai campionati italiani assoluti (Rieti), 100 m piani - 10"32 (−1,3 m/s)
- Argento ai campionati italiani assoluti (Rieti), staffetta 4×100 m - 40"45

2020
- Oro ai campionati italiani assoluti indoor (Ancona), 60 m piani - 6"60

2022
- Bronzo ai campionati italiani assoluti (Rieti), 100 m piani - 10"24 (−0,9 m/s)

2023
- Oro ai campionati italiani assoluti (Molfetta), 200 m piani - 20"14 (+1,7 m/s)

## Altre competizioni internazionali
2014
- Bronzo ai Trials europei per i Giochi olimpici giovanili ( Baku), 100 m piani - 10"72 (+0,8 m/s)
- Oro ai Trials europei per i Giochi olimpici giovanili ( Baku), 200 m piani - 21"54 (−0,5 m/s)

2017
- 4º al Golden Gala ( Roma), 200 m piani - 20"34 (+0,6 m/s)

2018
- Bronzo al Golden Gala ( Roma), 100 m piani - 10"04 (−0,4 m/s)

2019
- 5º al Golden Gala ( Roma), 200 m piani - 20"36 (+0,7 m/s)
- 4º ai Bislett Games ( Oslo), 100 m piani - 10"10 (+0,9 m/s)

2020
- Bronzo al Golden Gala ( Roma), 100 m piani - 10"09 (+0,3 m/s)

2021
- 7º all'Herculis ( Monaco), 100 m piani - 10"17 (+0,3 m/s)

2022
- Bronzo al Golden Gala ( Roma), 200 m piani - 20"40 (−0,1 m/s)

2023
- Campionati europei a squadre di atletica leggera ( Chorzów)
- Bronzo ai Campionati europei a squadre di atletica leggera ( Chorzów), 200 m piani - 20"61
- Argento ai Campionati europei a squadre di atletica leggera ( Chorzów), staffetta 4x100 m - 38"47
- 4º al Golden Gala ( Firenze), 200 m piani - 20"41

2025
- Campionati europei a squadre di atletica leggera ( Madrid)
- 5º ai Bislett Games ( Oslo), 200 m piani - 20"53